# Cnemidocarpa zenkevitchi
Cnemidocarpa zenkevitchi (лат.) — вид крупных одиночных асцидий из семейства Styelidae. Обитает на побережье Восточной Антарктиды. Описан советским биологом Ниной Георгиевной Виноградовой в 1958 году.

## История изучения
Образцы вида были собраны во время экспедиции научно-исследовательского судна «Витязь» в Антарктиду, в частности на советскую антарктическую станцию «Оазис», расположенную в оазисе Бангера. Описан в 1958 году советским океанологом Ниной Георгиевной Виноградовой, ученицей Л. А. Зенкевича, и назван Cnemidocarpa zenkevitchi.

## Ареал и местообитание
Берег Нокса расположен в Земле Уилкса в Восточной Антарктиде. Морские заливы здесь характеризуются солоноватой водой. Вход в заливы закрыты зимой, но открываются в летний период и тающий лёд частично опресняет воду заливов, особенно на поверхности. Однако на глубине 2-3 м сохраняется солёность в 23,5 ‰. Cnemidocarpa zenkevitchi обитает в устье залива у оазиса Бангера. Животный мир залива ограничен некоторыми рыбами и иглокожими, а также диатомовыми и водорослями.

## Описание
Форма тела удлинённо-овальная, почти цилиндрическая, длина — от 3,8 до 14,3 см, с расширением у подошвы. Туника тонкая, утолщается книзу, бумагообразная и прозрачная, покрыта мелкими шипами длиной до 0,1 мм. С каждой стороны ротового сифона выступает один ряд присоско-образных щупалец длиной около 1/4 длины тела. Живые образцы — розовые или прозрачные, при хранении становятся кремово-белыми либо розоватыми. Ротовое и атриальное отверстия расположены близко друг к другу и закрываются бородавко-образными четырёх-дольными клапанами. Стенка тела прикреплена к тунике только у ротового сифона. Нижняя треть тела представляет собой белую паренхиматозную соединительную ткань, продолжающуюся до базальной пластины, которая характерна для видов асцидий, обитающих у берегов Антарктиды. Желудок длинный, веретенообразный с 28 продольными складками, кишечник короткий, его нисходящая петля переходит в толстую кишку, заканчивающуюся двудольным анусом. Удлинённые гонады, характерные для рода Cnemidocarpa, расположены сверху от петли кишечника по обе стороны тела.

## Сходные виды
Вид похож на C. verrucosa с Фолклендских островов. Оба вида отличаются наличием массивной паренхиматозной ткани, занимающей около трети тела. C. zenkevitchi в отличие от C. verrucosa имеют два ряда присоско-образных щупалец у ротового сифона, упорядоченное расположение шипиков на тунике и двуустичный анус, не разделённый на доли, а также ограниченное крепление стенки тела к тунике.